# Combat Action Medal

Combat Action Medal

Bandschnalle der Combat Action Medal

Die Combat Action Medal (CAM) ist eine Auszeichnung der United States Air Force und United States Space Force zur Auszeichnung von Soldaten für die aktive Teilnahme an Boden- oder Luftkämpfen.
Die CAM wurde erstmals am 12. Juni 2007 als Air Force Combat Action Medal durch den Stabschef der Luftwaffe General T. Michael Moseley am United States Air Force Memorial im Arlington County an sechs Soldaten (fünf Männer und eine Frau) verliehen, die während der Operation Enduring Freedom und der Operation Iraqi Freedom an Luft- oder Bodenkämpfen in einem Kampfgebiet beteiligt waren. Die Medaille gilt rückwirkend ab dem 11. September 2001 bis zu einem noch festzulegenden Datum und kann posthum verliehen werden.
Am 16. November 2020 wurde die Air Force Combat Action Medal durch den Secretary of the Air Force in Combat Action Medal umbenannt.

## Kriterien
Um die Auszeichnung zu erhalten, muss ein Soldat, von seinem Vorgesetzten mit einem Rang von mindestens Oberst vorgeschlagen werden.
Die Nominierung für den Preis erfolgt an diejenigen, die in der Zeit nach dem 11. September 2001 eine Medaille verdient haben, wenn:
- bei bewusster Ausübung seiner dienstlichen Pflichten auf dem Territorium des Feindes, am Boden oder in der Luft, unter feindlichem Feuer unter großer Gefahr für sein eigenes Leben stand;
- verteidigte einen Luftwaffenstützpunkt oder eine andere Einrichtung, während er unter feindlichem Beschuss stand und unter Einsatz seines eigenen Lebens in einen Kampf mit dem Feind verwickelt war;
- Er erledigte Aufgaben am Boden und nahm aktiv am Kampf mit dem Feind teil.

Verleihungen für Kampfhandlungen vor dem 11. September 2001 sind nicht zulässig. Es ist auch möglich, die Auszeichnung an Angehörigen anderer Zweige der US-Streitkräfte oder an Ausländern zu verleihen, die einer Einheit der US Air Force zugeteilt waren, sofern sie die oben genannten Kriterien erfüllen.
Soldaten der United States Army erhalten das Combat Action Badge für Teilnahme am Kämpfen. Soldaten der US Navy, der US Coast Guard und des US Marine Corp erhalten das Combat Action Ribbon (CAR). Sanitätssoldaten werden für Einsatz bei Kampfeinsatz am Boden mit dem Combat Medical Badge ausgezeichnet.

## Design des Ordens
Das Design des Ordens orientierte sich an den kreisförmigen Abzeichen, die auf Flugzeugen angebracht waren, die von Brigadegeneral Billy Mitchell geflogen wurden, darunter ein in Frankreich gebautes Kampfflugzeug des Typs Blériot-SPAD S.33, das er während des Ersten Weltkriegs in Frankreich pilotierte. Diese Blériot-SPAD S.33, ein einmotoriges, zweisitziges Aufklärungs- und Bombenflugzeug, ist heute im National Air and Space Museum in Washington, D.C., ausgestellt. Mitchell gilt allgemein als der Vater der US-Luftwaffe.